# Масерија (Бјела)
Масерија је насеље у Италији у округу Бијела, региону Пијемонт.
Према процени из 2011. у насељу је живело 77 становника. Насеље се налази на надморској висини од 512 м.